# Потапов, Пётр Осипович
Пётр Осипович Потапов (5 июня 1882 — 14 февраля 1945) — советский языковед, литературовед, театровед, профессор, доктор филологических наук.

## Биография
Пётр Потапов родился 5 июня 1882 года в Лебедяни, Тамбовская губерния, в семье крестьянина-бондаря. В возрасте пяти лет остался сиротой. 
В 1902 году окончил Нежинскую гимназию с золотой медалью и поступил на отделение русского языка и словесности Нежинского историко-филологического института. Принимал участие в революционном движении 1904—1905 годов, за что исключался на год. В 1907 году начал работать преподавателем латыни в Одесской третьей мужской гимназии.
С 1911 года работал приват-доцентом на кафедре русского языка и словесности Новороссийского университета. В 1913 году преподавал на Одесских высших женских курсах. В том же году был командирован Академией наук в Австро-Венгрию и на Афон для научной работы. Участвовал в издании Академией наук славянских переводов византийских хроник и работал в Болгарии, Сербии, Чехословакии.
В 1915 году защитил магистерскую диссертацию. Был членом Историко-филологического общества при Новороссийском университете, входил в состав Общества истории и древностей, Педагогического общества и тому подобное.
В 1920-е годы работал инструктором по ликвидации неграмотности среди рабочих при Одесском Губполитпросвете.
С 1932 года был деканом факультета языка и литературы Одесского педагогического института и заведующим кафедрой русского языка.
В 1934 году квалификационной комиссией Народного комиссариата просвещения УССР был утверждён профессором кафедры языкознания. С момента открытия филологического факультета Одесского государственного университета он там возглавлял кафедру русского языка и славяноведения (по совместительству).
Преподавал в Одесском немецком педагогическом институте.
В 1940 году был избран депутатом Одесского городского совета.
Во время Великой Отечественной войны не эвакуировался по состоянию здоровья. В период оккупации Одессы категорически отказался работать в созданном румынами университете, продавал вещи и литературу. Периодически скрывал у себя подпольщиков и помогал им редактировать листовки.
После освобождения Одессы советскими войсками в 1944 году возглавил филологический факультет и кафедру русского языка Одесского университета, также возобновил работу кафедры русского языка Одесского педагогического института. В том же году защитил докторскую диссертацию «Славянский перевод Хроники Зонары по спискам Ундольского 1191, Венскому 126, Хиландарскому 332 и др.».
Скончался от дистрофии 14 февраля 1945 года в Одессе. В том же году библиотека Одесского пединститута имени К. Д. Ушинского выкупила книжную коллекцию Потапова за 7 тысяч рублей.

## Научно-педагогическая деятельность
В педагогическом институте и университете он читал лекции по современному русскому языку, исторической грамматике, истории русского литературного языка, старославянского, польского и сербского языков, сравнительной грамматике славянских языков. Большое внимание уделял методике преподавания лингвистических дисциплин.
Магистерская диссертация «К истории русского театра. Жизнь и деятельность В. А. Озерова» является фундаментальным исследованием творческого пути драматурга. В ней определяется специфика русского классицизма. В статье «К вопросу о реформе русского литературного языка в первой половине XVIII века» (1940) он охарактеризовал состояние развития русского литературного языка в первой половине XVIII века, остановился на лингвистической деятельности В. К. Тредиаковского. Вопросу украинского литературного языка была посвящена статья «Иноязычные слова в произведениях Шевченко» (1939).
Является автором около 80 научных работ, около 30 были опубликованы.

## Труды
- К вопросу о литературном составе летописи. Летопись и «Исповедание веры» Михаила Синкеля / П. О. Потапов.// Русский филологический вестник. — 1910. — Т. 63, вып. 1. — С. 1 — 13.
- К вопросу о литературном составе летописи. II. Летопись и «Паннонские жития» / П. О. Потапов.// Русский филологический вестник. — 1910. — Т. 63, вып. 1. — С. 13 — 18.
- Введение в историю русской литературы: Лекции. — Одесса, 1918. — 112 с.
- К литературной истории рукописных сказаний о. св. Николае Чудотворце / П. О. Потапов.,// Ученые записки высшей школы г. Одессы. — 1922. — Т. 2: Отдел гуманитарно — общественных наук. — С. 119—129.
- Буква И после j и перед j в старославянских и древнерусских памятниках / П. О. Потапов.// Наукові записки Одеського державного педагогічного інституту. — Т. 1. Роботи кафедр літератури і мови. — Одеса, 1939. — С. 91 — 110.